# Ichneumon hartmanni
Ichneumon hartmanni är en stekelart som beskrevs av Cuvier 1833. Ichneumon hartmanni ingår i släktet Ichneumon och familjen brokparasitsteklar. Inga underarter finns listade i Catalogue of Life.